# Balala
Balalaes un barrio rural sede del municipio filipino de tercera categoría de Culión perteneciente a la provincia  de Paragua en Mimaro,  Región IV-B.

## Geografía
El municipio de Culión, 270 km al norte de Puerto Princesa, se extiende por la totalidad de  isla de Culión y otras adyacentes, entre las de Busuanga al norte, Linapacán al sur y Corón a levante.
Todas forman parte de las islas Calamianes  en el norte de la provincia de Paragua, en el Estrecho de Mindoro, lengua de mar que comunica el mar de la China Meridional y el Mar de Joló.
Este barrio,  aunque sede del municipio, es de reducidas dimensiones. Comprende la parte central de la Población, siendo la sede de su ayuntamiento. Linda al norte con la  Bahía de Baldat frente a la isla de Chindonán; al sur con el barrio de Baldat; al este con los barrios de Tiza y de Libis; y al oeste con el de Colango.

### Demografía
El barrio de Balala contaba en mayo de 2010 con una población de 806 habitantes, siendo uno de los menos poblado del municipio.

### Comunicaciones
Del puerto situado en este barrio atracan líneas regulares de nevegación que comunican esta isla con las de Corón hacia el norte, y con la de Paragua en el sur, llegando hasta El Nido, con escala en varias islas del barrio de  Bulalacao.

## Historia
La isla de Culión formaba parte de la provincia española de  Calamianes, una de las de las 35 provincias de la división política del archipiélago Filipino, en la parte llamada de Visayas. Pertenecía a la audiencia territorial  y Capitanía General de Filipinas, y en lo espiritual a la diócesis de Cebú.